# ケアン

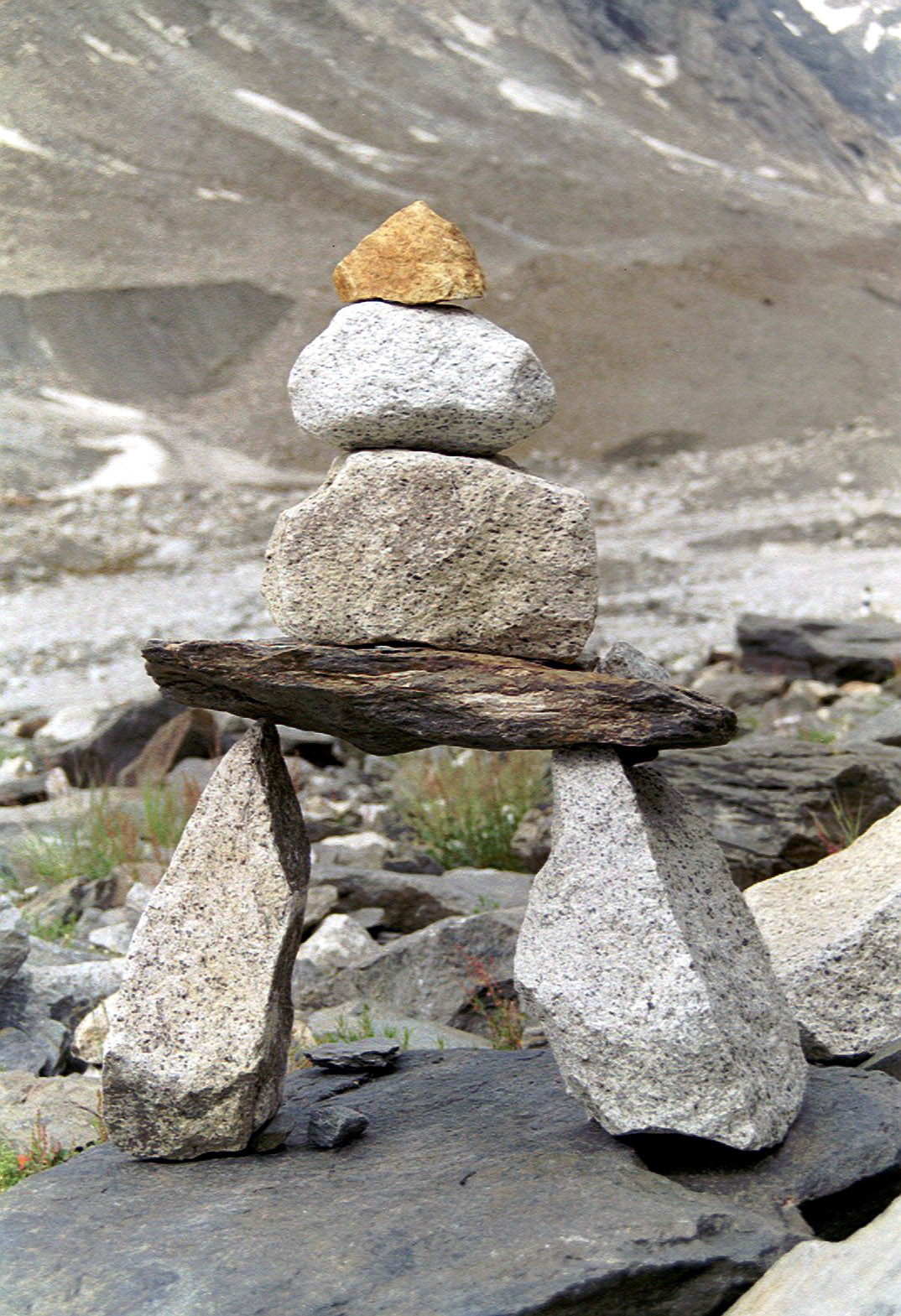
氷河に沿った道のりを示すケルン（石積み）。

ケアン、ケルン（英: cairn）は、天然には生じない、人によって組み立てられた石積みである。スコットランド・ゲール語: càrn [ˈkʰaːrˠn̪ˠ] (又はcàirn [ˈkʰaːrˠɲ]カールン )に由来する。英語の発音ではケアン [kɛən]に近いが、日本語では一般に「ケルン」と呼ばれている。

## 概要
通常、高地地帯やムア、稜線、山頂付近などに作られる。

## 目的
ケルンはいくつかの目的のために構築される。
- 埋葬場所の特徴付け及び慰霊
- 山の頂上を特徴付けること
- 特定のルートを示す道標

趣味で石を積み上げる作品としても存在する。固定された呼び名はまだないが、バランスロック、バランシングロック（Balancing Rocks）スタッキングロック（stacking rocks）と呼ばれる事が多い。

## ケアンの撤去
日本では、1960年（昭和35年）以降の登山ブームの中で、単なる思い出づくりのためのケルンやケルンめいた遭難碑が増え始めて乱立するようになった。高山蝶の研究家、田淵行男が随筆でケルンに対し「戸惑いと恐れを抱く」と指摘したことを契機に、環境省はケルンのあり方について検討に着手。1974年（昭和49年）10月、環境省は全国の国立公園管理事務所に対し、「突風で崩壊する恐れがある」として必要最小限以外のケルンを撤去するよう通知を出した。